# روبرتو ارناندس (دونده)
روبرتو ارناندس (اسپانیایی: Roberto Hernández‎; ۶ مارس ۱۹۶۷ – ۵ ژوئیهٔ ۲۰۲۱) دونده اهل کوبا بود.